# Yang Jianping
Yang Jianping (en chino: 楊建平; Taiyuan, 10 de diciembre de 1979) es una deportista china que compitió en tiro con arco, en la modalidad de arco recurvo.
Ganó una medalla de oro en el Campeonato Mundial de Tiro con Arco al Aire Libre de 2001, en la prueba de equipo. Participó en dos Juegos Olímpicos de Verano, ocupando el sexto lugar en Atlanta 1996 y el sexto en Sídney 2000, en la prueba de equipo.

## Palmarés internacional
| Campeonato Mundial al Aire Libre | Campeonato Mundial al Aire Libre | Campeonato Mundial al Aire Libre | Campeonato Mundial al Aire Libre |
| Año                              | Lugar                            | Medalla                          | Prueba                           |
| -------------------------------- | -------------------------------- | -------------------------------- | -------------------------------- |
| 2001                             | Pekín (China)                    | Medalla de oro                   | Equipo                           |